# 罗南·格甘
罗南·格甘（法語：Ronan Guéguin，1996年7月19日—），法國男子羽毛球運動員。

## 簡歷
2014年8月，罗南·格甘出戰保加利亞羽毛球公開賽，與亞歷山大·哈默合作拿得男子雙打比賽亞軍。

## 主要比賽成績
只列出曾進入準決賽的國際賽事成績：
| 年份   | 賽事                     | 公開賽級別 | 項目     | 拍檔          | 成績   |
| ------ | ------------------------ | ---------- | -------- | ------------- | ------ |
| 2014年 | 保加利亞羽毛球公開賽     | 國際系列賽 | 男子雙打 | 亞歷山大·哈默 | 亞軍   |
| 2015年 | 歐洲青年羽毛球錦標賽     | 其他       | 混合團體 | －            | 季軍   |
| 2015年 | 里加羽毛球國際賽         | 未來系列賽 | 男子雙打 | 小托馬·波波夫 | 準決賽 |
| 2016年 | 歐洲男子羽毛球團體錦標賽 | 其他       | 男子團體 | －            | 亞軍   |

| 2007-2017年 | 首要超級賽 | 超級賽 | 黃金大獎賽 | 大獎賽 | 國際挑戰賽 | 國際系列賽 | 未來系列賽 | 其他 |

| 2018-2026年 | 總決賽 | 超級1000賽 | 超級750賽 | 超級500賽 | 超級300賽 | 超級100賽 | 國際挑戰賽 | 國際系列賽 | 未來系列賽 | 其他 |